# Lycodryas guentheri
Lycodryas guentheri — вид змій родини Pseudoxyrhophiidae. Ендемік Мадагаскару. Вид названий на честь британського зоолога Альберта Гюнтера.

## Поширення і екологія
Lycodryas guentheri відомі з кількох місцевостей, розташованих в центральних районах та на південному сході острова Мадагаскар. Вони живуть у вологих тропічних лісах, на висоті до 1300 м над рівнем моря.

## Збереження
МСОП класифікує цей вид як такий, що перебуває під загрозою зникнення. Lycodryas citrinus загрожує знищення природного середовища.